# Louis Ducreux
Pour les articles homonymes, voir Ducreux.
Louis Ducreux est un acteur, musicien, auteur, metteur en scène et directeur de théâtre français né le 22 septembre 1911 à Marseille et mort le 19 décembre 1992 à Neuilly-sur-Seine.

## Biographie
Louis Ducreux grandit dans une famille bourgeoise, la famille d'industriels Picon, à l'origine du Picon. Il fait ses études au lycée Thiers de Marseille. Passionné de théâtre et d’opéra, il gagne d'abord sa vie comme pianiste. Il crée à 20 ans la Compagnie du rideau gris à Marseille. Cette troupe d'amateurs est rejointe en 1933 par André Roussin et Georges Wakhevitch, permettant à Ducreux de se consacrer à la mise en scène pour la troupe.
Il entre à la Comédie de Lyon, et écrit ses premières pièces : Clair-Obscur, Musique légère et Souvenir d’Italie. En 1943, il anime le Studio des Champs-Élysées.
Il dirige ensuite l’opéra de Marseille (1961-1965 et 1968-1971), l'opéra de Monte-Carlo (1965-1972) et le grand théâtre de Nancy (1973-1977). Il y diversifie le répertoire avec Berg, Britten ou Poulenc, et met en scène quelques opéras dont Carmen de Bizet.
Il mène également une carrière au cinéma, comme acteur et compositeur, et participe à l'émission Au théâtre ce soir en tant qu’acteur ou metteur en scène. Ses prestations au cinéma sont cependant rares jusqu'à Un dimanche à la campagne de Bertrand Tavernier (1983), dans lequel il tient l'un des rôles principaux, ce qui le révèle à un plus large public. Auteur de chansons, il écrit notamment, en 1955, sur une musique cocomposée avec André Popp, les paroles de La rue s'allume qui devient un classique de la chanson à texte grâce aux interprétations de Michèle Arnaud, créatrice de l'œuvre et de Cora Vaucaire, ensuite reprise par de nombreuses chanteuses dont Barbara,.

## Filmographie

### Cinéma
- 1938 : Le Schpountz de Marcel Pagnol
- 1939 : Le monde tremblera (ou La Révolte des vivants) de Richard Pottier
- 1941 : Nous les gosses de Maurice Cloche (court métrage)
- 1943 : Paperasses de Jacques Lemoigne (court métrage)
- 1945 : Naissance d'un spectacle de J.K Raymonf-Millet (court métrage)
- 1946 : La Foire aux chimères de Pierre Chenal (uniquement dialoguiste)
- 1948 : Une grande fille toute simple de Jacques Manuel
- 1950 : La Ronde de Max Ophüls (uniquement parolier)
- 1953 : Le Marchand de Venise de Pierre Billon (uniquement scénariste)
- 1953 : Madame de... de Max Ophüls (parolier)
- 1958 : Le Désordre et la Nuit de Gilles Grangier : Henri Marken
- 1978 : La Fille (Cosi come sei) d'Alberto Lattuada (uniquement compositeur)
- 1983 : Un dimanche à la campagne de Bertrand Tavernier : Monsieur Ladmiral (également compositeur)
- 1988 : Une affaire de femmes de Claude Chabrol : Le père Mourier (scène coupée au montage)
- 1990 : Daddy nostalgie de Bertrand Tavernier : Monsieur Métro
- 1990 : Zoo, l'appel de la nuit de Cristina Comencini : Le vieux gardien
- 1990 : 3615 code Père Noël de René Manzor : Papy
- 1991 : La Double Vie de Véronique de Krzysztof Kieslowski : Le professeur
- 1991 : Pantin de Caroline Grenetier (court métrage)
- 1992 : Mensonge de François Margolin : Le grand-père

### Télévision
- 1976 : Au théâtre ce soir : Le monsieur qui attend d'Emlyn Williams, mise en scène Georges Vitaly, réalisation Pierre Sabbagh, Théâtre Édouard VII
- 1976 : Au théâtre ce soir : L'Héritière de Ruth Goetz et Augustus Goetz, mise en scène René Clermont, réalisation Pierre Sabbagh, Théâtre Édouard VII
- 1977 : L'eau sale, réalisation Raymond Rouleau: Le Mal
- 1980 : Au théâtre ce soir : La Magicienne en pantoufles de John Van Druten, uniquement mise en scène, réalisation Pierre Sabbagh, Théâtre Marigny

## Théâtre

### Adaptation
- 1951 : L’Héritière de Ruth Goetz et Augustus Goetz pièce en 2 actes et 7 tableaux d'après une nouvelle de Henry James, mise en scène Marcel Herrand, Théâtre des Mathurins
- 1957 : La Magicienne en pantoufles de John Van Druten, mise en scène Louis Ducreux, Théâtre des Ambassadeurs

### Auteur
- 1943 : La Part du Feu, comédie en trois actes publiée chez Odette Lieutier, 31, Rue Bonaparte Paris, 1943. De et mise en scène Louis Ducreux, acteur principal : Louis Ducreux. Elle a été représentée pour la première fois sous son titre initial, La Part du Diable, au Théâtre des Célestins de Lyon, le 18 mai 1943. Jouée à Paris au Studio des Champs-Élysées du 1er au 20 juin 1943. Reprise au Théâtre de l'Athénée, le 24 juin de la même année.
- 1946 : Un souvenir d'Italie de et mise en scène Louis Ducreux, Théâtre de l'Œuvre
- 1948 : Le Square du Pérou de et mise en scène Louis Ducreux, Théâtre Saint-Georges
- 1949 : Le Roi est mort de Louis Ducreux, Théâtre des Mathurins
- 1952 : L'Amour en papier de Louis Ducreux, Théâtre du Quartier Latin
- 1953 : Le Diable à quatre de Louis Ducreux, mise en scène Michel de Ré, Théâtre Montparnasse
- 1959 : La Folie de et mise en scène Louis Ducreux, Théâtre de la Madeleine
- 1961: La Belle de Paris, musique de Georges Van Parys, mise en scène de Jean-Jacques Etcheverry, avec Claude Bessy et Jacques Chazot comme interprètes, Opéra Comique

### Comédien
- 1941 : Am Stram Gram d'André Roussin, mise en scène de l'auteur, Cannes, Marseille
- 1944 : Le Tombeau d'Achille d'André Roussin, mise en scène de l'auteur, Théâtre Charles de Rochefort
- 1944 : Jean-Baptiste le mal-aimé d’André Roussin, mise en scène de l'auteur, Théâtre du Vieux Colombier
- 1945 : Le Tombeau d'Achille d'André Roussin, mise en scène de l'auteur, Théâtre du Vieux Colombier
- 1948 : Le Square du Pérou de et mise en scène Louis Ducreux, Théâtre Saint-Georges
- 1951 : La Main de César d'André Roussin, mise en scène de l'auteur, Théâtre des Célestins, Théâtre de Paris
- 1952 : L'Amour en papier de Louis Ducreux, mise en scène Michel de Ré, Théâtre du Quartier Latin
- 1952 : Hélène ou la joie de vivre d'André Roussin et Madeleine Gray, mise en scène Louis Ducreux, Théâtre de la Madeleine
- 1955 : Un monsieur qui attend d'Emlyn Williams, mise en scène Pierre Dux, Comédie Caumartin
- 1957 : Les Pigeons de Venise d'Albert Husson, mise en scène Louis Ducreux, Théâtre des Célestins, Théâtre Michel
- 1958 : L'Épouvantail de Dominique Rolin, mise en scène André Barsacq, Théâtre de l'Œuvre
- 1959 : La Descente d'Orphée de Tennessee Williams, mise en scène Raymond Rouleau, Théâtre de l'Athénée
- 1959 : Les Écrivains de Michel de Saint Pierre et Pierre de Calan, mise en scène Raymond Gérôme, Théâtre des Mathurins
- 1960 : Les Ambassades de Roger Peyrefitte, mise en scène André Barsacq, Théâtre des Bouffes-Parisiens
- 1961 : La Rouille de Carlos Semprún, mise en scène Jean-Marie Serreau, Théâtre de l'Alliance française
- 1982 : Lorsque l'enfant paraît d'André Roussin, mise en scène Jean-Michel Rouzière, Théâtre des Variétés
- 1985 : Sainte Escroque de Patrick Gazel, mise en scène Gilbert Lévy, Théâtre Grévin
- 1987 : Le Fils de Christian Rullier, mise en scène François Rancillac, La Cigale

### Metteur en scène
- 1941 : Les Fourberies de Scapin de Molière, Compagnie du Rideau Gris
- 1941 : Fantasio d'Alfred de Musset
- 1942 : Une jeune fille savait d'André Haguet, Théâtre des Bouffes Parisiens
- 1942 : Le Barbier de Séville de Beaumarchais
- 1942 : Une grande fille toute simple d'André Roussin, avec Madeleine Robinson et Gérard Philipe, Casino des Fleurs, Cannes (création)
- 1944 : Une grande fille toute simple d'André Roussin, Théâtre des Ambassadeurs
- 1946 : Un souvenir d'Italie de Louis Ducreux, Théâtre de l'Œuvre
- 1946 : Le Burlador de Suzanne Lilar, Théâtre Saint-Georges
- 1948 : Le Square du Pérou de Louis Ducreux, Théâtre Saint-Georges
- 1948 : Joyeux Chagrins d'après Noël Coward, adaptation André Roussin et Pierre Gay, Théâtre Édouard VII
- 1951 : Lorsque l'enfant paraît d’André Roussin, Théâtre de l’Île-de-France, Théâtre des Nouveautés
- 1951 : Mon mari et toi de Roger Ferdinand, Théâtre des Capucines, Théâtre de l'Apollo
- 1952 : Hélène ou la joie de vivre d'André Roussin et Madeleine Gray, d'après John Erskine, Théâtre de la Madeleine
- 1954 : Le Mari, la Femme et la Mort d'André Roussin, Théâtre des Ambassadeurs
- 1957 : Les Pigeons de Venise d'Albert Husson, Théâtre Michel
- 1957 : La Magicienne en pantoufles de John Van Druten, Théâtre des Ambassadeurs
- 1959 : La Folie de Louis Ducreux, Théâtre de la Madeleine
- 1961 : Hélène ou la joie de vivre d'André Roussin et Madeleine Gray, d'après John Erskine, Théâtre de la Madeleine
- 1972 : Orphée aux Enfers, La Gaieté Lyrique[9]
- 1973 : Carmen, Opéra de Nancy[10]
- 1974 : Le Mari, la femme et la mort d'André Roussin, Théâtre Antoine

## Distinction

### Nomination
- César 1985 : meilleur acteur pour Un dimanche à la campagne